# Austrocentrus griseus
Austrocentrus griseus är en nattsländeart som beskrevs av Schmid 1964. Austrocentrus griseus ingår i släktet Austrocentrus och familjen Helicophidae. Inga underarter finns listade i Catalogue of Life.